# ファラ夫
『ファラ夫』（ファラお）は、和田洋人による日本の漫画。『週刊ヤングマガジン』（講談社）にて、2017年35号から2018年30号まで連載。

## あらすじ
東京都国分寺市の駅前開発に伴う遺跡の発掘調査の際、縄文時代の土層から石棺が現れた。棺を開けてみると中にいたのは古代エジプトのファラオ。そのファラオ（ファラ夫）がコンビニでバイトをしながら現在の東京を生きて行く。

## 登場人物

### 主要人物
ファラ夫
主人公。遺跡発掘調査で発見された石棺の中に安置されていた。日本語も話せる。
発掘当初は物珍しさから、様々なテレビ番組にゲスト出演していたが徐々に忘れられ一発屋の扱いとなっていった。市民権を入手して以降、スナックカイロの上の階のアパートの一室で起居しオープンした「KAWSON」でのコンビニバイト（時給1000円）で生活している。おにぎりがピラミッドに見え、弁当コーナーを全ておにぎりにして怒られたり、ドリンクの補充でもペットボトルをピラミッド型に積み上げてしまった。ホストで働いていた時もシャンパンタワー作りが上手だった。
飲み物はマスクの顎鬚を象った棒状の物を取った後の顎部から飲む。棒状の物はガラケーや電動髭剃りになっており、充電は顎部分に挿入して行う。後に合コンでLIMEが出来ず話に入れなかったため金色のスマホに変更した。体の包帯を使って物を取ったりする技術を持つ。本人曰く小学3年辺りから出来るようになった。コンビニ強盗をこの技術で捕らえたりもした。
若い女性以外には接する態度が厳しい。由紀恵や山本スザンヌ等10人の女性に電話を掛けたが繋がらず、いじけて千年程再び寝ようとした。喫煙者でタバコの煙はマスクの額部分に象られた鳥の口から吐く。風邪を引くと鳥の口も咳き込んだりする。銭湯に行った際は包帯のまま入浴する。
副葬品を盗掘された経験から泥棒を非常に嫌っている。また、相手の風邪や体調不良等の原因を冗談でも「ファラオの呪い」とされると真剣に怒る。
飲み友達が多く彼らには「ファラちゃん」と呼ばれる。飲酒歴は長く最後の晩餐や桃園の誓いの場にもおり酒を酌み交わしていた。連れに織田信長がいたが、本能寺で信長の好きな焼き芋を作ろうとしていた際、焚火が大きくなり結果的に明智勢が雪崩れ込む合図を送ってしまった。ラムセス1世や2世とも知り合い。ピラミッドの隠し部屋に自身や多くの偉人から託されたエロ本（壁画）が隠されており、その部屋の発見の報道を見た際は動揺した。
オンラインゲームではハンターというハンドルネームで「漆黒の闇」というギルドの一員。他のギルドメンバーから凄腕と一目置かれており、同ギルドのアステリアと結婚している。
カイロ二中出身。幼少時は苛められていたが偉くなった（ファラオ就任）ため解決した。ファラオとして君臨していた際は、スーツも着用したがセンスが6千年早く下々の者からの理解は得られなかった。ピラミッドの上に電波中継基地を立てたがアンテナが立たなく電波を求めて駱駝で移動したり、自身のピラミッドの破損が酷く匠に修理を依頼した際には三角型から吹き抜け型にされ自身の落書きした石を外壁にされた挙句、内部にオアシスを建設されたりで落ち着かず、特攻服を纏い駱駝に乗って暴走という非行に走ったりした。
当初は引き籠りだったが、両親の依頼を受けたトツカーナによりカイロガレー船スクールで厳しい1年間を過ごし社交性を身に着けた。ガレー船スクールでしごかれていたためサーフィンが得意。ナイル河の氾濫で起こった波に乗っていた。日本の海でもサーフィンをしていたが体に赤錆が出来た。
漫画家を目指しておりエジプトにある多くの壁画は彼が原稿として描いた物である。ヤングナガジン漫画賞に原稿を送り最終候補にも残ったが、描写が全て横向きで躍動感が不足との評価で賞は取れなかった。どこぞの漫画家のアシスタントもしている。

### KAWSON
加藤
ファラ夫の後輩。彼女持ち。バンドをしている。
ユキ
ファラ夫の先輩。当初は厳しかったが、勤務中にコンビニ強盗に遭った際ファラ夫に助けられてからは優しくなった。
滝川風
ファラ夫の後輩。新人。

### その他
梨村覚治
和須田大学考古学学科の教授。
佐藤
梨村の助手である女性。
埴輪なおみ
埴輪の姿をした女性。職業は事務。バツ一。婚活アプリでファラ夫にメールを送り福生で会った。やよいという娘がいる。
隼人
ホストクラブ「BLUEEYES」のNo.1。
テラザワ
ファラ夫のピラミッドをリフォームした。
トツカーナ
カイロガレー船スクール校長。引き籠りのファラ夫少年を彼の父母から依頼を受け1年間面倒を見た。
カン=テイ
ファラ夫と共に砂道に出席していた。石の音を聞くだけで、どのピラミッドのどの部分に使われた石かを判断出来る。

## 書誌情報
- 和田洋人『ファラ夫』 講談社〈ヤンマガKCスペシャル〉、全3巻
  1. 2017年12月6日発売、ISBN 978-4-06-510626-6
  2. 2018年5月7日発売、ISBN 978-4-06-511456-8
  3. 2018年9月6日発売、ISBN 978-4-06-512888-6